# Cupressus duclouxiana
El ciprés de Yunnan o Cupressus duclouxiana es una especie de conífera de la familia Cupressaceae. Es endémica y se encuentra solo en China. 

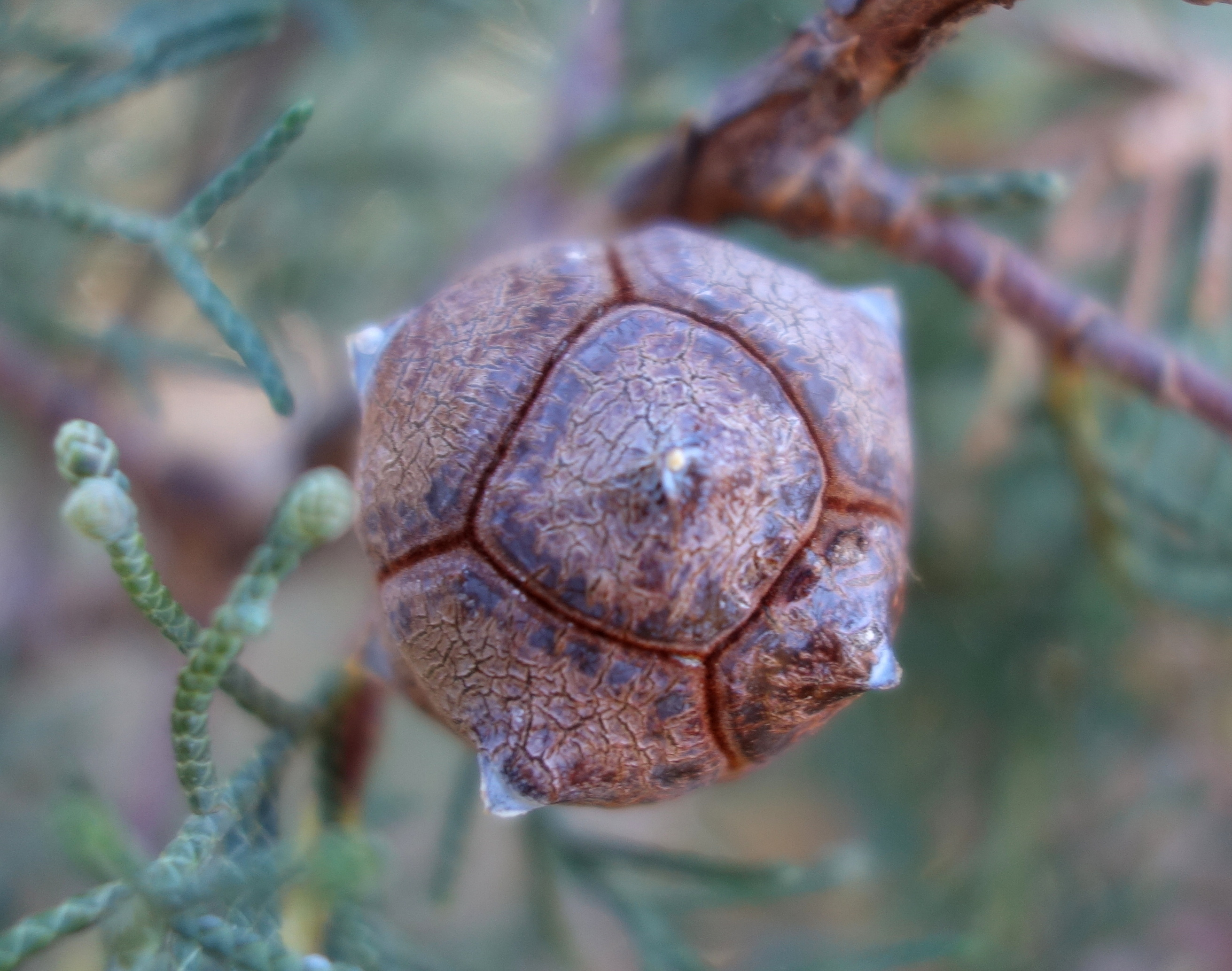
Cono

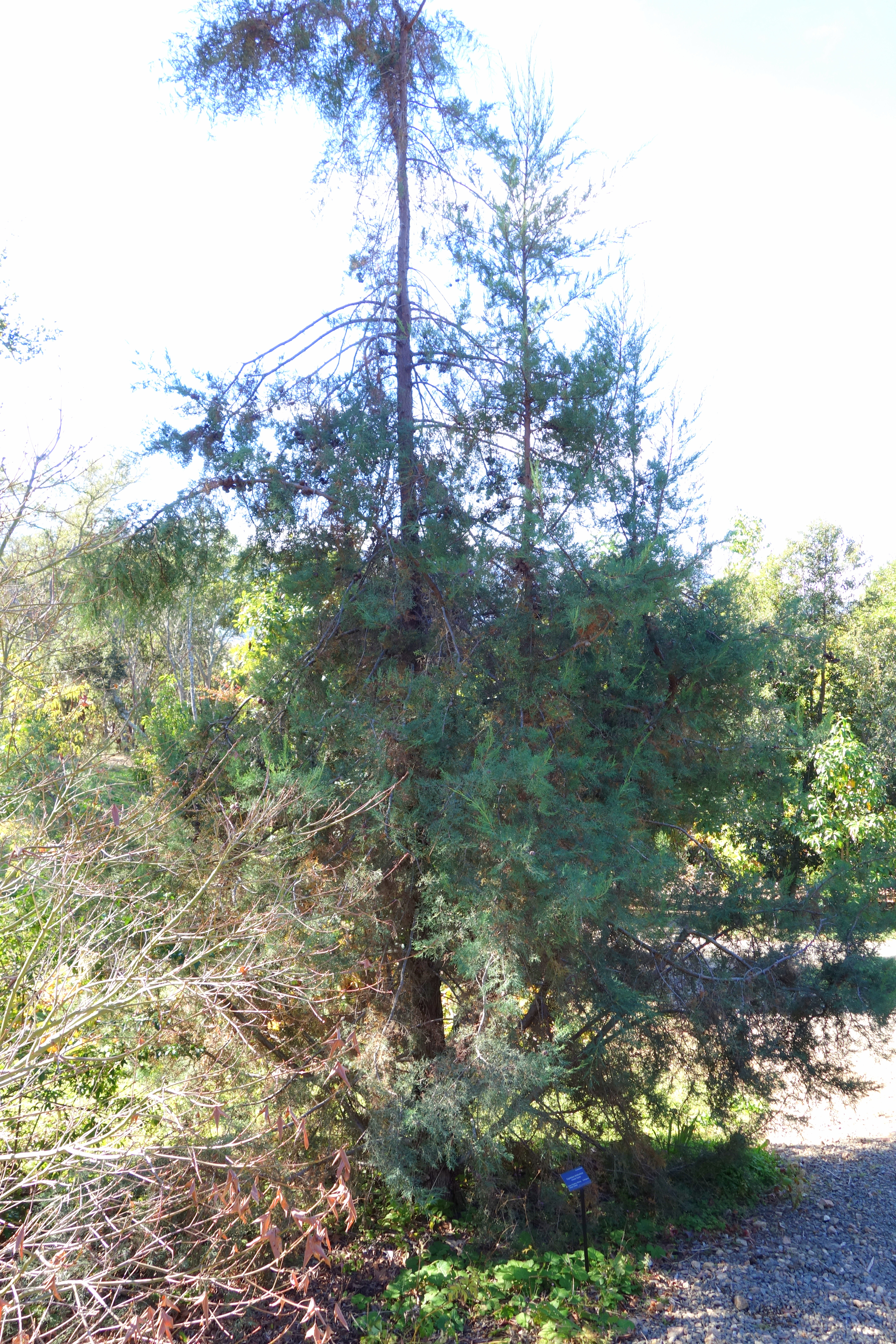
Vista del árbol

## Descripción
Es un árbol que alcanza un tamaño de 25 m de altura; tronco de 80 cm de diámetro; corona cónica de joven, redondeada o con forma de cúpula cuando viejo, las ramas densamente dispuestas, ramitas extendidas o caídas, pero no colgantes, las delgadas, cuadrangulares, de 0.8-1 mm de diámetro. Hojas estrechamente adpresas, ligeramente glaucas abaxialmente, de 1-2 mm en ramitas finales, camellones o ± gibosa con una glándula abaxial discreta o más visible, ápice agudo u obtuso ligeramente. Conos de polen subgloboso u oblongo, (4 -) 5-7 mm; microsporas (12 -) 16-20. Conos de semillas de color marrón oscuro o marrón purpurino cuando madura, glaucos, globosos, 1.5-3.2 cm de diámetro, escamas del cono (6 -) 8-10, cada escama fértil, con numerosas semillas. Las semillas de color marrón o marrón violáceo, de 3-5 mm, con 3 rebordes. Tiene un número de cromosomas de 2 n = 22 *.

## Distribución y hábitat
Se encuentra en los bosques en las laderas de las montañas; a una altitud de 1400-3300 metros, en Guizhou, Sichuan, Yunnan y Xizang.

## Hábitat
Su hábitat natural son los bosques templados. Su hábitat natural habría sido en las gargantas profundas de los ríos Yangtsé, Mekong y Salween, en el suroeste de China.
En China era costumbre plantarlo cerca de las pagodas. En Europa es empleado con fines ornamentales.

## Ecología
Está amenazada por pérdida de hábitat.

## Taxonomía
Cupressus duclouxiana fue descrita por Paul Robert Hickel y publicado en Cyprès: 91 (1914)
Etimología
Cupressus es el nombre latino del ciprés que de acuerdo con algunos autores proviene de "Cyprus" (Chipre), de donde es nativo y crece silvestre. 
duclouxiana: epíteto nombrado en honor del religioso, botánico aficionado y recolector de plantas François Ducloux (1864-1945), que operó en la región china de Yunnan.
Sinonimia
- Cupressus duclouxiana subsp. likiangensis Silba[4][5]